# 2014-es ukrajnai parlamenti választások
A 2014-es ukrajnai parlamenti választásokat 2014. október 26-án tartották Ukrajnában, melynek során az Ukrán Legfelsőbb Tanács 450 képviselőjét választották meg. Az előrehozott parlamenti választásra a 2014 elején kialakult, az elnök leváltásához vezető politikai válság nyomán került sor. A kelet-ukrajnai háború és a Krím orosz megszállása miatt a szavazást nem tudták mindegyik szavazókörben megtartani, ezért 27 képviselői hely ideiglenesen betöltetlen maradt.

## Eredmények

### Pártlistás szavazatok
Az összes szavazat feldolgozása után hat párt lépte át az 5%-os küszöböt. A pártlistákra leadott szavazatok többségét, 22,14%-ot az Arszenyij Jacenyuk vezette Népfront kapta. 21,81%-kal a második helyen végzett a Petro Porosenko Blokk, 10,97%-ot kapott az Önsegély párt, 9,43%-ot az Ellenzéki Blokk, 7,44%-ot Oleh Ljasko Radikális Pártja és 5,68%-ot a Haza párt. További 23 induló párt nem érte el az 5%-os bejutási küszöböt. Így nem szerzett listás mandátumot a 4,71%-ot kapott Szvoboda és 3,88%-ot elért Ukrán Kommunista Párt. A Szvoboda azonban egyéni körzetben hat mandátumot nyert.

### Egyéni választókerületek
A 450 képviselői helyét az egyéni választókerületekben elért alapján töltik be.
A választókerületek eredményei alapján a legtöbb egyéni mandátumot, 69-et a Petro Porosenko Blokk képviselői szereztek meg. 18 egyéni mandátumot kapott a Népfront, 6-ot a Szvoboda, két-két mandátumot az Ellenzéki Blokk, egy egyéni mandátumot szerzett az Önsegély, az Erős Ukrajna, a ZASZTUP és a Jobb Szektor. Az egyéni képviselői helyek jelentős mennyiségét, 96-ot szerezték meg a független jelöltek.
27 egyéni képviselői hely betöltetlen marad, mert az Oroszország által megszállt Krímben és a kelet-ukrajnai háború miatt a Donecki és a Luhanszki terület egy részén nem lehetett megtartani a választást. A Donecki terület 21 választókerületéből 9-ben, a Luhanszki terület 11 választókerületéből 6-ban, valamint a Krím 12 választókerületéből nem lesz képviselő a Legfelsőbb Tanácsban.
2014. november 8-ig az ukrán Központi Választási Bizottság (CVK) 152 mandátumot hagyott jóvá.

### Parlamenti mandátumok megoszlása
A még nem hivatalosan jóváhagyott eredmények alapján a képviselői helyek többségét, 132 helyet az elnököt támogató Petro Porosenko Blokk szerezte meg. Az összes mandátumot tekintve a második helyen végzett a Népfront (82 mandátum), a harmadik helyet szerezte meg az Önsegély párt (33 mandátum). A választáson közel száz független képviselő is mandátumot szerzett.